# Ляпас

Людина отримує ляпаса

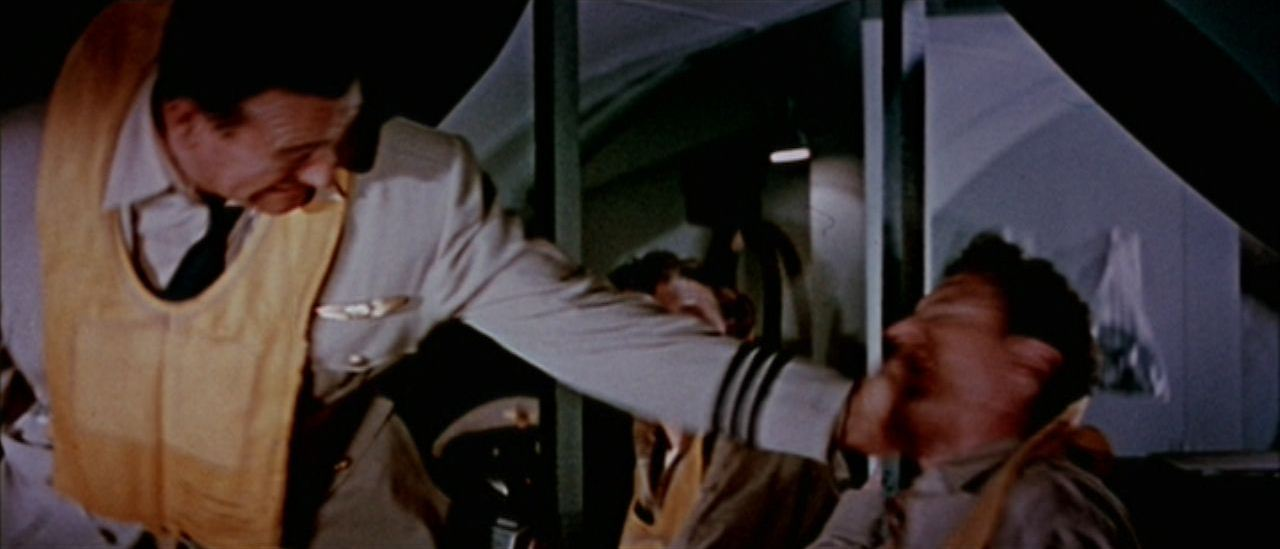

Ля́пас — удар по щоці відкритою долонею. У сучасній європейській культурі нанесення ляпасу вважається серйозною особистою образою, виразом презирства і відсутності поваги до особистості того, кому він завдається. У такому значенні він може застосовуватися як відповідь на словесну образу або негідні дії, як демонстрація того, що опонент своїми діями показав відсутність у нього честі та людської гідності. У аристократичному середовищі минулих століть ляпас практично неминуче приводив до дуелі.

## Символічне значення
У європейській культурі ляпас має символічне значення. В епоху Середніх віків його нанесення було невід'ємною частиною ритуалу посвячення в лицарі, який зазвичай завершувався таким чином: посвячуваний ставав на коліна перед тим, хто посвячує, і той, як писав академік Роберт Юрійович Віппер: 
|  | давав йому "останній удар" долонею по обличчю або мечем по спині. |

Ляпас має своє символічне значення тільки тоді, коли на нього не можна відповісти. Він аморальний, коли його дає начальник підлеглому, дорослий — дитині.
Ляпас також не може бути елементом покарання — його не можна присудити як тілесні покарання.
Для народів Кавказу ляпас є найбільш тяжкою образою.
Нюанси можливих значень цього жесту залежать від адресата, від стану того, хто дає ляпас (можливо, стан афекту, а також алкогольного сп'яніння та інші фактори), його місця і часу. Складність тут у тому, щоб відрізнити «культурний жест» від провокаційного або хуліганського вчинку.

## Відомі інциденти
- У 1884 році чеська акторка Марія Поспішилова дала ляпаса директору Національного театру в Празі Франтішеку Шуберту, який робив їй непристойні пропозиції в обмін на ролі. Внаслідок цього інциденту Поспішилова була змушена виїхати до Німеччини та розпочати кар'єру в німецькому театрі.
- На початку 1930-х років російський поет Осип Мандельштам публічно дав ляпаса Олексію Толстому, відомому радянському письменнику та відданому прихильнику більшовиків, через несплачені борги та образи на адресу його дружини. Цей інцидент відіграв роль в арешті та подальшому засланні Мандельштама до Сибіру, де він згодом помер.[2]
- У 1943 році, під час огляду евакуаційного госпіталю під час Другої світової війни, американський генерал-лейтенант Джордж С. Паттон дав ляпаса двом солдатам, які були госпіталізовані без видимих фізичних ушкоджень.
- У 1946 році радянська акторка Євгенія Гаркуша[ru] дала ляпаса Лаврентію Берії, голові НКВС, після того, як він зробив їй непристойні пропозиції. Пізніше її заарештували та засудили до восьми років у трудовому таборі, де вона померла за загадкових обставин.[3]
- У 1989 році угорсько-американську світську левицю та акторку Жа Жа Габор було засуджено за ляпас поліцейському з Беверлі-Гіллз, коли той зупинив її за порушення правил дорожнього руху.[4]
- У 2005 році з'явилася тенденція «хеппі-слеппінг», що полягала в тому, що люди знімали напади на відео, щоб поділитися ними в Інтернеті. Це явище переросло в серйозне насильство, включаючи смертельний напад на Девіда Морлі в жовтні 2004 року.[5][6]
- У 2017 році палестинська підлітка Ахед Тамімі дала ляпаса ізраїльському солдату під час сутички на Західному березі. Інцидент, знятий на відео, став символом опору та викликав міжнародні дебати щодо ізраїльсько-палестинського конфлікту.[7]
- У 2021 році президент Франції Еммануель Макрон отримав ляпаса від чоловіка під час привітання громадськості під час візиту на південний схід Франції. Нападника засудили до чотирьох місяців ув'язнення.[8]
- У 2022 році на 94-й церемонії вручення премії «Оскар» актор Вілл Сміт дав ляпаса Крісу Року на сцені у відповідь на жарт на адресу його дружини Джади Пінкетт-Сміт.[9]
- У 2024 році китайський терапевт Сяо Хунчі, прихильник методу «пайда лацзінь», що передбачає багаторазові ляпаси, був засуджений до 15 років ув'язнення за ненавмисне вбивство Даніель Карр-Гомм. 71-річна пацієнтка, хвора на цукровий діабет 1-го типу, померла після того, як припинила приймати інсулін під час одного з його терапевтичних ретритів.[10][11][12]
- У 2025 році грузинську журналістку Мзія Амаглобелі заарештували після того, як вона дала ляпаса начальнику поліції Батумі під час протестів проти уряду «Грузинської мрії». Їй загрожує до семи років ув'язнення за напад, звинувачення в якому багато хто вважає політично вмотивованим. Амаглобелі розпочала голодування, привернувши міжнародну увагу та засудження.[13]